# Венгерская футбольная федерация
Венге́рская футбо́льная федера́ция (венг. Magyar Labdarúgó Szövetség) — организация, осуществляющая контроль и управление футболом в Венгрии. Располагается в Будапеште. ВФФ основана в 1901 году, вступила в ФИФА в 1907 году, а в УЕФА — в 1954 году, сразу после создания организации. Федерация организует деятельность и управляет национальными сборными по футболу (мужской, женской, молодёжными). Под эгидой федерации проводятся мужской и женский чемпионаты Венгрии, а также многие другие соревнования.